# Myrmica lacustris
Myrmica lacustris är en myrart som beskrevs av Ruszky 1905. Myrmica lacustris ingår i släktet rödmyror, och familjen myror. Inga underarter finns listade i Catalogue of Life.